# 中华人民共和国基督教院校列表
本表列出中华人民共和国基督教新教神学院的名单和简介，并提供中英文维基条目链接。目前，中国大陆的神学院校已经基本收录完备，香港和澳门等地的内容有待完善。

另请参阅国家宗教事务局发布的相关法律。

## 神学院

### 中国大陆
正式注册的四年制本科神学院名单：

- 安徽神学院

安徽神学院1986年成立于合肥，1997年开设三年制神学中专班。该校由安徽省基督教两会管理。
- 东北神学院

该院于1894年在沈阳成立，时名为“长老会初级学院”，1898年更名为“奉天神学院”。1953年，该院与燕京协和神学院合并，“文化大革命”期间停办。1982年，该院作为独立机构重新成立，由辽宁省基督教两会管理。
- 福建神学院

1983年成立于福州，2015年，升格为本科高等基督教院校，学制四年。该校由福建省基督教两会管理。
- 广东协和神学院

该校于 1914 年成立于广州，当时名为“广州协和神学院”，后来成为岭南大学的附属学院。该校于 1960 年关闭，1986 年恢复。它由广东省基督教两会管理。
- 黑龙江神学院

该学院于 1996 年在哈尔滨成立，原名为“黑龙江基督教圣经学校”，2009 年升格为专科学校，更名为“黑龙江圣经学校”。2011 年，该学院与“哈尔滨基督教圣经学校”开始合作教学，2012 年两所学校合并，升格为本科院校“黑龙江神学院”。该学院由黑龙江省基督教两会管理。
- 河南神学院

该校于 1989 年在洛阳成立，当时名为“河南基督教神学培训中心”，1993 年迁至省会郑州。2009 年，该校获准作为三年制圣经学院运营。2017 年，该校进一步升级为“河南神学院”四年制本科院校。该校由河南省基督教两会管理。
- 华东神学院

华东神学院 于 1985 年在上海成立，由山东、浙江、江西、福建和上海等省级基督教两会联合管理。
- 江苏神学院

1998年成立于南京。2012年经批准升格为本科院校。该校由江苏省基督教两会管理。
- 金陵协和神学院

1911 年在南京成立，当时名为"金陵神学院"，直至二十世纪二十年代末一直是金陵大学的附属学院。 文化大革命期间，该院被关闭，1981年重建，由中国基督教三自爱国运动委员会和中国基督教协会管理。这是中国大陆唯一一所获得东南亚神学教育协会（ATESEA）国际认证的神学院。
- 山东神学院

1987年成立于济南。2011年升格为高等宗教院校。该院由山东省基督教两会管理。
- 四川神学院

1984年成立于成都。由四川、贵州、云南、重庆四省市基督教两会联合管理。
- 无锡华北神学院

- 燕京神学院 (燕京神学院)

1986 年成立于北京，由北京、天津、河北、山西、内蒙古、陕西、甘肃、宁夏、青海和新疆的省级基督教两会联合管理。
- 云南基督教神学院

1950 年在昆明成立，当时名为“云南圣经学院”，位于之前的“灵光圣经学院”旧址。文化大革命期间，该学院关闭，1989 年重建，由云南省基督教两会管理。
- 浙江神学院

1984年成立于杭州，2011年开设四年制神学本科。该校由浙江省基督教两会管理。
- 中南神学院

1985年成立于武汉。由河南、湖北、湖南、广东、海南、广西等省级基督教两会联合管理。

### 香港
- 建道神學院

1899 年在广西梧州成立，当时名为“宣道会圣经学校”，由基督教宣道会赞助。1949 年共产党执政后，学校迁至香港。1955 年改名“建道神學院”。该校获得亚洲神学协会 (ATA) 和亚洲神学教育协会 (ATESEA) 的国际认证。
- 亞洲路德宗神學院

由威斯康星福音派路德教会于 2005 年成立，旨在为南亚路德福音派传教团培训工作人员。

## 圣经学校

### 中国大陆
正式注册的两年制和三年制大专神学专科学校名单。
- 贵州圣经学校 (Guizhou Bible School)

该校于 1993 年在六盘水市成立，当时名为“六盘水市基督教神学班”，1996 年更名为“贵州省基督教神学班”，并迁至贵阳，2013 年，获准转为三年制中等基督教院校。该校由贵州省基督教两会管理。
- 河北圣经学校 (Hebei Bible School)

1995年成立于石家庄。由河北省基督教两会管理。
- 湖南圣经学院 (湖南圣经学院)

位于湖南省省会长沙市。湖南圣经学校前身是成立于1916年的湖南圣经学院。该校由湖南省基督教两会管理。
- 江西省圣经学校 (Jiangxi Bible School)

该校于1992年在南昌成立，当时名为“江西省教牧人员进修班”。1993年注册更名为“江西省基督教圣经学校”，由江西省基督教两会管理。
- 吉林省圣经学校 (Jilin Bible School)

2005年成立于长春，前身为“吉林省基督教两会培训中心”。该校由吉林省基督教两会管理。
- 内蒙古圣经学校 (Inner Mongolia Bible School)

1987 年在呼和浩特成立，当时名为“内蒙古基督教义工班”。2007 年，该校获准转为“内蒙古基督教圣经学校”。该校由内蒙古自治区基督教两会管理。
- 陕西省圣经学校 (Shaanxi Bible School)

该校于 1988 年在咸阳成立，1998 年迁至西安。由陕西省基督教两会管理。

## 外部連結
- https://www.ccctspm.org/ （页面存档备份，存于）  中国基督教网
- https://ubscp.org/china-bible-schools-seminaries/ （页面存档备份，存于） 22 Seminaries & Bible Schools